# Landwehrhagen
Landwehrhagen is een deel van de gemeente Staufenberg in het landkreis Göttingen in het zuiden van Nedersaksen in Duitsland. 
Landwehrhagen is een van oorsprong Hessisch sprekende plaats, en ligt aan de Uerdinger Linie. 